# Bonifacy III Paleolog
Bonifacy III Paleolog (ur. czerwiec 1424, zm. 31 stycznia 1494) – markiz Montferratu w latach 1483-1494. 

## Życiorys
Był synem Jana Jakuba Paleologa i Joanny Sabaudzkiej (1395–1460), córki Amadeusza VII, hrabiego Sabaudii. Jego braćmi byli: Jan IV Paleolog i Wilhelm VIII Paleolog. Jego trzecią żoną była Maria Branković, córka Stefana V Ślepego, ostatniego władcy (despoty) niepodległej Serbii (1458–1459). Ich synami byli: Wilhelm IX Paleolog i Jan Jerzy Paleolog.